# Films américains sortis en 2021
Listes de films américains
- 2017
- 2018
- 2019
- 2020
- 2021
- 2022
- 2023
- 2024
- 2025

Principaux films américains sortis aux États-Unis en 2021,.
| Film                                            | Titre original                                | Réalisation                                            | Sortie française   | Distribution                                                                |
| ----------------------------------------------- | --------------------------------------------- | ------------------------------------------------------ | ------------------ | --------------------------------------------------------------------------- |
| Canicule                                        | The Dry                                       | Robert Connolly                                        | MyCanal            |                                                                             |
| Mon année à New York                            | My Salinger Year                              | Philippe Falardeau                                     | MyCanal            |                                                                             |
| Penguin Bloom                                   |                                               | Glendyn Ivin                                           | Netflix            |                                                                             |
| Sais-tu pourquoi je saute ?                     | The Reason I Jump                             | Jerry Rothwell                                         | Salle de cinéma    |                                                                             |
| The Dig                                         |                                               | Simon Stone                                            | Netflix            | Archie Barnes, Carey Mulligan                                               |
| The Ultimate Playlist of Noise                  |                                               | Bennett Lasseter                                       | VOD                | Madeline Brewer, Keean Johnson                                              |
| Le Dragon-génie                                 | Wish Dragon                                   | Chris Appelhans                                        | Netflix            |                                                                             |
| Breaking Fast                                   |                                               | Mike Mosallam                                          | Universciné        | Haaz Sleiman                                                                |
| Sons of Philadelphia                            | Brothers by blood                             | Jérémie Guez                                           | Salle de cinéma    | Matthias Schoenaerts, Joel Kinnaman                                         |
| Une affaire de détails                          | The Little Things                             | John Lee Hancock                                       | DVD                |                                                                             |
| Supernova                                       |                                               | Harry Macqueen                                         | Salle de cinéma    | Colin Firth, Stanley Tucci                                                  |
| Nomadland                                       |                                               | Chloé Zhao                                             | Salle de cinéma    | Frances McDormand                                                           |
| Little Fish                                     | Little Fish                                   | Chad Hartigan                                          | UniversCiné        | Olivia Cooke, Jack O'Connell                                                |
| Malcolm et Marie                                | Malcolm & Marie                               | Sam Levinson                                           | Netflix            | Zendaya, John David Washington                                              |
| Chaos Walking                                   |                                               | Doug Liman                                             | Prime Video        |                                                                             |
| Zone hostile                                    | Outside the Wire                              | Mikael Håfström                                        | Netflix            |                                                                             |
| American Dream                                  |                                               | Janusz Kamiński                                        |                    |                                                                             |
| Locked Down                                     |                                               | Doug Liman                                             | MyCanal            |                                                                             |
| Music                                           |                                               | Sia                                                    | UniversCiné        |                                                                             |
| American Skin                                   |                                               | Nate Parker                                            |                    |                                                                             |
| Don't Tell A Soul                               |                                               | Alex McAulay                                           | UniversCiné        |                                                                             |
| Le Vétéran                                      | The Marksman                                  | Robert Lorenz                                          | DVD                |                                                                             |
| Our Friend                                      | Our Friend                                    | Gabriela Coperthwaite                                  | Prime Video        |                                                                             |
| Détour mortel : La Fondation                    | Wrong Turn                                    | Mike P Nielson                                         | DVD                |                                                                             |
| Breaking News in Yuba County                    |                                               | Tate Taylor                                            | Prime Video        |                                                                             |
| Palmer                                          |                                               | Fisher Stevens                                         | Apple TV+          |                                                                             |
| État d'esprit                                   | Bliss                                         | Mike Cahill                                            | Prime Video        |                                                                             |
| Minamata                                        |                                               | Andrew Levitas                                         | MyCanal            |                                                                             |
| Sorcière                                        | The Reckoning                                 | Neil Marshall                                          | DVD                |                                                                             |
| Un fils du Sud                                  | Son of the South                              | Barry Alexander Brown                                  | Salle de cinéma    | Lucas Till                                                                  |
| Cowboys                                         |                                               | Anna Kerrigan                                          | OCS                | Steve Zahn, Sasha Knight                                                    |
| Les Bouchetrous                                 | Extinct                                       | David Silverman , Raymond S. Persi                     | Salle de cinéma    |                                                                             |
| Fear of Rain                                    |                                               | Castille Landon (en)                                   | DVD                |                                                                             |
| French Exit                                     |                                               | Azazel Jacobs                                          | UniversCiné        |                                                                             |
| I Care a Lot                                    |                                               | J Blakeson                                             | Netflix            | Rosamund Pike                                                               |
| Judas and the Black Messiah                     |                                               | Shaka King                                             | MyCanal            | Lakeith Stanfield, Daniel Kaluuya, Dominique Fishback                       |
| Land                                            |                                               | Robin Wright                                           | Salle de cinéma    |                                                                             |
| The Map of Tiny Perfect Things                  |                                               | Ian Samuels                                            | Prime Video        |                                                                             |
| Désigné coupable                                | The Mauritanian                               | Kevin Macdonald                                        | Salle de cinéma    | Tahar Rahim, Jodie Foster                                                   |
| À tous les garçons : Pour toujours et à jamais  | To all the boys : Always and Forever          | Michael Fimognari                                      | Netflix            |                                                                             |
| Tom et Jerry                                    | Tom & Jerry                                   | Tim Story                                              | Salle de cinéma    |                                                                             |
| The World to Come                               |                                               | Mona Fastvold                                          | UniversCiné        | Vanessa Kirby, Katherine Waterston                                          |
| Willy's Wonderland                              |                                               | Kevin Lewis                                            | DVD                |                                                                             |
| Boss Level                                      |                                               | Joe Carnahan                                           | Netflix            |                                                                             |
| 17 Blocks                                       |                                               | Davy Rothbart                                          | Salle de cinéma    |                                                                             |
| Body Brokers                                    |                                               | John Swab                                              | UniversCiné        |                                                                             |
| Silk Road                                       |                                               | Tiller Russell                                         | Prime Video        |                                                                             |
| The Surrogate                                   |                                               | Jeremy Hersh                                           |                    |                                                                             |
| Test Pattern                                    |                                               | Shatara Michelle Ford                                  |                    |                                                                             |
| The Violent Heart                               |                                               | Kerem Sanga                                            |                    |                                                                             |
| Cherry                                          |                                               | Anthony et Joe Russo                                   | Apple TV+          | Tom Holland, Ciara Bravo                                                    |
| The Obituary of Tunde Johnson                   |                                               | Ali LeRoi                                              |                    | Steven Silver, Spencer Neville                                              |
| Billie Holiday, une affaire d'État              | The United States vs. Billie Holiday          | Lee Daniels                                            | Salle de cinéma    | Andra Day                                                                   |
| Sophie Jones                                    |                                               | Jessie Barr                                            |                    | Jessica Barr                                                                |
| Moxie                                           |                                               | Amy Poehler                                            | Netflix            |                                                                             |
| Anything for Jackson                            |                                               | Justin G. Dyck                                         | Universciné        |                                                                             |
| Cousins                                         |                                               | Ainsley Gardiner Briar Grace-Smith                     |                    |                                                                             |
| Raya et le Dernier Dragon                       | Raya and the last dragon                      | Don Hall , Carlos López Estrada                        | Disney+            |                                                                             |
| Boogie                                          |                                               | Eddie Huang                                            | UniversCiné        |                                                                             |
| Un prince à New York 2                          | Coming 2 America                              | Craig Brewer                                           | Prime Video        |                                                                             |
| Son                                             |                                               | Ivan Kavanagh                                          | DVD                |                                                                             |
| The Canyonlands                                 |                                               | Brendan Devane                                         |                    |                                                                             |
| Spirit : L'Indomptable                          | Spirit Untamed                                | Ennio Torresan Jr. , Elaine Bogan                      | Salle de cinéma    |                                                                             |
| Conjuring : Sous l'emprise du Diable            | Conjuring 3 : The Devil made me do it         | Michael Chaves                                         | Salle de cinéma    |                                                                             |
| The Winter Lake                                 |                                               | Phil Sheerin                                           | VOD                |                                                                             |
| Cosmic Sin                                      |                                               | Edward John Drake                                      | Netflix            |                                                                             |
| Bad Dreams                                      | Come True                                     | Andrew Fleming                                         | UniversCiné        |                                                                             |
| Long Weekend                                    |                                               | Steve Basilone                                         | UniversCiné        |                                                                             |
| Yes Day                                         |                                               | Miguel Arteta                                          | Netflix            |                                                                             |
| Here Are the Young Men                          |                                               | Eoin Macken                                            |                    | Dean-Charles Chapman, Finn Cole, Anya Taylor-Joy                            |
| Nobody                                          |                                               | Ilia Naïchouller                                       | Salle de cinéma    |                                                                             |
| Rose plays Julie                                |                                               | Joe Lawlor , Christine Molloy                          | Salles             |                                                                             |
| Godzilla vs Kong                                |                                               | Adam Wingard                                           | DVD                |                                                                             |
| Pierre Lapin 2 : Panique en ville               | Peter Rabbit 2 : The Runaway                  | Will Gluck                                             | Salle de cinéma    |                                                                             |
| Shoplifters of the World                        |                                               | Stephen Kijak                                          | Amazon Prime Video |                                                                             |
| Concrete Cowboy                                 |                                               | Ricky Staub                                            | Netflix            |                                                                             |
| Every Breath You Take                           |                                               | Vaughn Stein                                           | Prime Video        |                                                                             |
| The Oak Room                                    |                                               | Cody Calahan                                           |                    |                                                                             |
| Shiva Baby                                      |                                               | Emma Seligman                                          | MUBI               | Rachel Sennott                                                              |
| La Chapelle du diable                           | The Unholy                                    | Evan Spiliotopoulos                                    | Salle de cinéma    |                                                                             |
| Mortal Kombat                                   |                                               | Simon McQuoid                                          | DVD                |                                                                             |
| The Power                                       |                                               | Corinna Faith                                          | Salle de cinéma    | Rose Williams                                                               |
| Voyagers                                        |                                               | Neil Burger                                            | Salle de cinéma    |                                                                             |
| Thunder Force                                   |                                               | Ben Falcone                                            | Netflix            |                                                                             |
| The Banishing : La Demeure du mal               | The Banishing                                 | Christopher Smith                                      | Salle de cinéma    |                                                                             |
| In the Earth                                    |                                               | Ben Wheatley                                           |                    | Joel Fry, Reece Shearsmith                                                  |
| Jakob's Wife                                    |                                               | Travis Stevens                                         | Universciné        |                                                                             |
| Monday                                          |                                               | Argyris Papadimitropoulos                              | Universciné        | Sebastian Stan, Denise Gough                                                |
| We Broke Up                                     |                                               | Jeff Rosenberg                                         |                    |                                                                             |
| Moon Rock for Monday                            |                                               | Kurt Martin                                            |                    |                                                                             |
| Le Passager nº 4                                | Stowaway                                      | Joe Penna                                              | Netflix            |                                                                             |
| Un homme en colère                              | Wrath of Man                                  | Guy Ritchie                                            | Salle de cinéma    |                                                                             |
| Ensemble ou pas                                 | Together Together                             | Nikole Beckwith                                        | UniversCiné        |                                                                             |
| Un papa hors pair                               | Fatherhood                                    | Paul Weitz                                             | Netflix            |                                                                             |
| Dans les angles morts                           | Things heard and seen                         | Shari Springer Berman et Robert Pulcini                | Netflix            | Amanda Seyfried, James Norton                                               |
| Four Good Days                                  |                                               | Rodrigo García                                         | UniversCiné        |                                                                             |
| Les Mitchell contre les machines                | The Mitchells vs. the Machines                | Mike Rianda                                            | Netflix            |                                                                             |
| Sans aucun remords                              | Tom Clancy's Without Remorse                  | Stefano Sollima                                        | Prime Video        |                                                                             |
| Those Who Wish Me Dead                          |                                               | Taylor Sheridan                                        | MyCanal            |                                                                             |
| Mainstream                                      |                                               | Gia Coppola                                            | Viva               | Andrew Garfield                                                             |
| Le Monstre                                      | Monster                                       | Anthony Mandler                                        | Netflix            | Kelvin Harrison Jr.                                                         |
| Paper Spiders                                   |                                               | Inon Shampanier                                        |                    |                                                                             |
| Undergods                                       |                                               | Chino Moya                                             |                    |                                                                             |
| L’Homme de l’eau (en)                           | The Water Man                                 | David Oyelowo                                          | Netflix            | Lonnie Chavis                                                               |
| Spirale : L'Héritage de Saw                     | Spiral                                        | Darren Lynn Bousman                                    | Salle de cinéma    |                                                                             |
| Une vraie rencontre                             | Finding You                                   | Brian Baugh                                            | UniversCiné        |                                                                             |
| Army of the Dead                                |                                               | Zack Snyder                                            | Netflix            |                                                                             |
| The Djinn                                       |                                               | David Charbonier , Justin Powell                       | PremiereMax        |                                                                             |
| The Killing of two lovers                       |                                               | Robert Machoian                                        |                    |                                                                             |
| La Femme à la fenêtre                           | The Woman in the Window                       | Joe Wright                                             | Netflix            |                                                                             |
| Fast and Furious 9                              | F9                                            | Justin Lin                                             | Salle de cinéma    |                                                                             |
| Rare Beasts                                     |                                               | Billie Piper                                           |                    |                                                                             |
| Cruella                                         |                                               | Craig Gillespie                                        | Salle de cinéma    |                                                                             |
| Sans un bruit 2                                 | A Quiet Place Part II                         | John Krasinski                                         | Salle de cinéma    |                                                                             |
| Luca                                            |                                               | Enrico Casarosa                                        | Disney+            |                                                                             |
| Surge                                           |                                               | Aneil Karia                                            |                    | Ben Whishaw                                                                 |
| The Education of Fredrick Fitzell               | Flashback                                     | Christopher MacBride                                   | Prime Video        | Dylan O'Brien                                                               |
| La Voie rebelle                                 | Gully                                         | Nabil Elderkin                                         | UniversCiné        |                                                                             |
| Awake                                           |                                               | Mark Raso                                              | Netflix            |                                                                             |
| D'où l'on vient                                 | In the Heights                                | Jon Chu                                                | Salle de cinéma    | Anthony Ramos, Leslie Grace, Melissa Barrera, Gregory Diaz IV               |
| Infinite                                        |                                               | Antoine Fuqua                                          | Prime Video        |                                                                             |
| Censor                                          |                                               | Prano Bailey-Bond                                      | Universciné        | Niamh Algar                                                                 |
| Hitman and Bodyguard 2                          | The Hitman's Wife Bodyguard                   | Patrick Hughes                                         | Salle de cinéma    |                                                                             |
| Holler                                          |                                               | Nicole Riegel                                          |                    | Jessica Barden                                                              |
| Queen Bees                                      |                                               | Michael Lembeck                                        |                    |                                                                             |
| The Birthday Cake                               |                                               | Jimmy Giannopoulos                                     |                    |                                                                             |
| The Sparks Brothers                             |                                               | Edgar Wright                                           | Salle de cinéma    |                                                                             |
| Sweet Thing                                     |                                               | Alexandre Rockwell                                     | Salle de cinéma    |                                                                             |
| Lansky                                          |                                               | Eytan Rockaway                                         | PremiereMax        |                                                                             |
| Ice Road                                        | The Ice Road                                  | Jonathan Hensleigh                                     | Salle de cinéma    |                                                                             |
| Loups-garous                                    | Werewolves Within                             | Mishna Wolff                                           | DVD                |                                                                             |
| To Be Someone                                   |                                               | Ray Burdis                                             |                    |                                                                             |
| Zola                                            |                                               | Janicza Bravo                                          | UniversCiné        |                                                                             |
| Baby Boss 2 : Une affaire de famille            | Baby Boss : Family Business                   | Tom McGrath                                            | Salle de cinéma    |                                                                             |
| Die in a gunfight                               |                                               | Collin Schiffli                                        | PremiereMax        |                                                                             |
| American Nightmare 5 : Sans Limites             | The Forever Purge                             | Everardo Gout                                          | Salle de cinéma    |                                                                             |
| Escape Game 2 : Le Monde est un piège           | Escape Room : Tournament of Champions         | Adam Robitel                                           | Salle de cinéma    |                                                                             |
| Fear Street, partie 1 : 1994                    | Fear Street Part I : 1994                     | Leigh Janiak                                           | Netflix            |                                                                             |
| Fear Street, partie 2 : 1978                    | Fear Street Part II : 1978                    | Leigh Janiak                                           | Netflix            |                                                                             |
| Fear Street, partie 3 : 1666                    | Fear Street Part III : 1666                   | Leigh Janiak                                           | Netflix            |                                                                             |
| The Tomorrow War                                |                                               | Chris McKay                                            | Prime Video        |                                                                             |
| Black Widow                                     |                                               | Cate Shortland                                         | Salle de cinéma    |                                                                             |
| The Book of Vision                              |                                               | Carlo S. Hintermann                                    |                    |                                                                             |
| Summertime                                      |                                               | Carlos López Estrada                                   | Salle de cinéma    |                                                                             |
| Downeast                                        |                                               | Joe Raffa                                              |                    |                                                                             |
| The Green Sea                                   |                                               | Randal Plunkett                                        |                    |                                                                             |
| Bloody Milkshake                                | Gunpowder Milkshake                           | Navot Papushado (en)                                   | Salle de cinéma    |                                                                             |
| Nine Days                                       |                                               | Edson Oda                                              | PremiereMax        |                                                                             |
| Space Jam : Nouvelle ère                        | Space Jam : A New Legacy                      | Malcolm D. Lee                                         | Salle de cinéma    |                                                                             |
| Nowhere Special                                 |                                               | Uberto Pasolini                                        | Salle de cinéma    | James Norton                                                                |
| Pig                                             |                                               | Michael Sarnoski                                       | Salle de cinéma    | Nicolas Cage                                                                |
| How it ends                                     |                                               | Daryl Vein , Zoe Lister-Jones                          |                    |                                                                             |
| Old                                             |                                               | M. Night Shyamalan                                     | Salle de cinéma    |                                                                             |
| Chasseurs de trolls : Le Réveil des Titans      | Trollhunters : Rise of the titans             | Johane Matte, Francisco Ruiz Velasco et Andrew Schmidt | Netflix            |                                                                             |
| Snake Eyes                                      |                                               | Robert Schwentke                                       | UniversCiné        |                                                                             |
| Broken Diamonds                                 |                                               | Peter Sattler                                          |                    |                                                                             |
| Fear and Loathing in Aspen                      |                                               | Bobby Kennedy III                                      |                    |                                                                             |
| Good Joe Bell                                   | Joe Bell                                      | Reinaldo Marcus Green                                  | UniversCiné        | Reid Miller                                                                 |
| Jolt                                            |                                               | Tanya Wexler                                           | Prime Video        |                                                                             |
| La Dernière lettre de son amant                 | Last Letter from Your Lover                   | Augustine Frizzell                                     | MyCanal            |                                                                             |
| Settlers                                        |                                               | Wyatt Rockefeller                                      | UniversCiné        |                                                                             |
| Val                                             |                                               | Ting Poo et Leo Scott                                  | Viva               |                                                                             |
| The Boy behind the door                         |                                               | David Charbonier , Justin Powell                       | MyCanal            |                                                                             |
| Jungle Cruise                                   |                                               | Jaume Collet-Serra                                     | Salle de cinéma    |                                                                             |
| The Justice of Bunny King                       |                                               | Gaysorn Thavat                                         |                    |                                                                             |
| L'Amour complexe                                | Resort to Love                                | Steven K. Tsuchida                                     | Netflix            |                                                                             |
| The Evening Hour                                |                                               | Braden King                                            |                    |                                                                             |
| The Exchange                                    |                                               | Dan Mazer                                              |                    |                                                                             |
| The Green Knight                                |                                               | David Lowery                                           | Prime Video        | Dev Patel                                                                   |
| The Suicide Squad                               |                                               | James Gunn                                             | Salle de cinéma    |                                                                             |
| Stillwater                                      |                                               | Tom McCarthy                                           | Salle de cinéma    |                                                                             |
| Ride the eagle                                  |                                               | Trent O'Donnell                                        |                    |                                                                             |
| Baby Done                                       |                                               | Curtis Vowell                                          |                    |                                                                             |
| La Proie d'une ombre                            | The Night House                               | David Bruckner                                         | Salle de cinéma    | Rebecca Hall                                                                |
| L'esprit s'amuse                                | Blithe Spirit                                 | Edward Hall                                            | MyCanal            |                                                                             |
| Minari                                          |                                               | Lee Isaac Chung                                        | Salle de cinéma    | Steven Yeun, Youn Yuh-jung, Alan Kim (en)                                   |
| North Hollywood                                 |                                               | Mikey Alfred                                           |                    | Ryder McLaughlin                                                            |
| Un espion ordinaire                             | The Courier                                   | Dominic Cooke                                          | Salle de cinéma    | Benedict Cumberbatch                                                        |
| Bleu nuit                                       | Sequin in a blue room                         | Samuel van Grinsven                                    | Universciné        |                                                                             |
| Vivo                                            |                                               | Kirk DeMicco                                           | Netflix            |                                                                             |
| Pray Away : désirs martyrisés                   | Pray Away                                     | Kristine Stolakis                                      | Netflix            |                                                                             |
| John and the Hole                               |                                               | Pascual Sisto                                          | Salle de cinéma    |                                                                             |
| Mondo Hollywoodland                             |                                               | Janek Ambros                                           |                    |                                                                             |
| Aftermath                                       |                                               | Peter Winther                                          | Netflix            |                                                                             |
| Faking a Murderer                               |                                               | Stuart Stone                                           |                    |                                                                             |
| Infinitum : Subject Unknown                     |                                               | Matthew Butler-Hart                                    |                    |                                                                             |
| Materna                                         |                                               | David Gutnik                                           |                    |                                                                             |
| Naked Singularity                               |                                               | Chase Palmer                                           | Universciné        |                                                                             |
| She Ball                                        |                                               | Nick Cannon                                            |                    |                                                                             |
| Notorious Nick                                  |                                               | Aaron Leong                                            |                    |                                                                             |
| Bleed with Me                                   |                                               | Amelia Moses                                           |                    |                                                                             |
| The Kissing Booth 3                             |                                               | Vince Marcello                                         | Netflix            |                                                                             |
| Homeroom                                        |                                               | Peter Nicks                                            |                    |                                                                             |
| Coda                                            | CODA                                          | Sian Heder                                             | Apple TV+          | Emilia Jones, Troy Kotsur                                                   |
| Beckett                                         |                                               | Ferdinando Cito Filomarino                             | Netflix            |                                                                             |
| Free Guy                                        |                                               | Shawn Levy                                             | Salle de cinéma    |                                                                             |
| Don't Breathe 2                                 |                                               | Rodo Sayagues                                          | Salle de cinéma    |                                                                             |
| Respect                                         |                                               | Liesl Tommy                                            | Salle de cinéma    | Jennifer Hudson                                                             |
| Charming the hearts of men                      |                                               | S. E. DeRose                                           |                    |                                                                             |
| La Pat' Patrouille : Le Film                    | PAW Patrol : The Movie                        | Cal Brunker                                            | Salle de cinéma    |                                                                             |
| Reminiscence                                    |                                               | Lisa Joy                                               | Salle de cinéma    |                                                                             |
| Cryptozoo                                       |                                               | Dash Shaw                                              |                    |                                                                             |
| Flag Day                                        |                                               | Sean Penn                                              | Salle de cinéma    | Sean Penn, Dylan Penn                                                       |
| Habit                                           |                                               | Janell Shirtcliff                                      |                    |                                                                             |
| Ma Belle, My Beauty                             |                                               | Marion Hill                                            |                    |                                                                             |
| The Protégé                                     |                                               | Martin Campbell                                        | Prime Video        |                                                                             |
| Sweet Girl                                      |                                               | Brian Andrew Mendoza                                   | Netflix            |                                                                             |
| Demonic                                         |                                               | Neill Blomkamp                                         | DVD                |                                                                             |
| The Land of Owls                                |                                               | Patrick Letterii                                       |                    |                                                                             |
| Shang-Chi et la Légende des Dix Anneaux         | Shang-Chi and the Legend of the Ten Rings     | Destin Daniel Cretton                                  | Salle de cinéma    |                                                                             |
| After: Chapitre 3                               | After We Fell                                 | Castille Landon (en)                                   | Prime Video        |                                                                             |
| Un after mortel                                 | Afterlife of the Party                        | Stephen Herek                                          | Netflix            |                                                                             |
| Malignant                                       |                                               | James Wan                                              | Salle de cinéma    |                                                                             |
| Cendrillon                                      | Cinderella                                    | Kay Cannon                                             | Prime Video        |                                                                             |
| The Gateway                                     |                                               | Michele Civetta                                        | PremiereMax        |                                                                             |
| It Takes Three                                  |                                               | Scott Coffey                                           |                    |                                                                             |
| Saving Paradise                                 |                                               | Jay Silverman                                          |                    |                                                                             |
| We Need to Do Something                         |                                               | Sean King O'Grady                                      |                    |                                                                             |
| Superhost                                       |                                               | Brandon Christensen                                    |                    |                                                                             |
| Ted Bundy: American Boogeyman                   |                                               | Daniel Farrands                                        |                    |                                                                             |
| Zone 414                                        |                                               | Andrew Baird                                           | Prime Video        |                                                                             |
| Catch the Bullet                                |                                               | Michael Feifer                                         | UniversCiné        |                                                                             |
| Copshop                                         |                                               | Joe Carnahan                                           |                    |                                                                             |
| Dating and New York                             |                                               | Jonah Feingold                                         |                    |                                                                             |
| No Sudden Move                                  |                                               | Steven Soderbergh                                      | MyCanal            |                                                                             |
| Dune                                            |                                               | Denis Villeneuve                                       | Salle de cinéma    | Timothée Chalamet, Rebecca Ferguson                                         |
| Kate                                            |                                               | Cédric Nicolas-Troyan                                  | Netflix            |                                                                             |
| Language Lessons                                |                                               | Natalie Morales                                        |                    |                                                                             |
| Small Engine Repair                             |                                               | John Pollono                                           |                    |                                                                             |
| The Card Counter                                |                                               | Paul Schrader                                          | Salle de cinéma    | Oscar Isaac, Tiffany Haddish, Tye Sheridan                                  |
| The Voyeurs                                     |                                               | Michael Mohan                                          | Prime Video        | Sydney Sweeney, Ben Hardy                                                   |
| Time Is Up                                      |                                               | Elisa Amoruso                                          |                    |                                                                             |
| Blue Bayou                                      |                                               | Justin Chon                                            | Salle de cinéma    | Justin Chon, Alicia Vikander, Linh-Dan Pham                                 |
| What She Said                                   |                                               | Amy Northup                                            |                    |                                                                             |
| Bad Candy                                       |                                               | Scott B. Hansen et Desiree Connell                     |                    |                                                                             |
| Les Pages de l'angoisse                         | Nightbooks                                    | David Yarovesky                                        | Netflix            |                                                                             |
| Venom: Let There Be Carnage                     |                                               | Andy Serkis                                            | Salle de cinéma    |                                                                             |
| Collection                                      |                                               | Marianna Palka                                         | Universciné        |                                                                             |
| Cry Macho                                       |                                               | Clint Eastwood                                         | Salle de cinéma    |                                                                             |
| Tout le monde parle de Jamie                    | Everybody's talking about Jamie               | Jonathan Butterell                                     | Prime Video        | Max Harwood, Lauren Patel                                                   |
| Les Yeux de Tammy Faye                          | The Eyes of Tammy Faye                        | Michael Showalter                                      | Salle de cinéma    | Jessica Chastain, Andrew Garfield                                           |
| Lady of the Manor                               |                                               | Justin Long et Christian Long                          | UniversCiné        |                                                                             |
| Last Night in Rozzie                            |                                               | Sean Gannet                                            |                    |                                                                             |
| My Son                                          |                                               | Christian Carion                                       | Salle de cinéma    | James McAvoy                                                                |
| Lilly et l'oiseau                               | The Starling                                  | Theodore Melfi                                         | Netflix            |                                                                             |
| The Nowhere Inn                                 |                                               | Bill Benz                                              |                    |                                                                             |
| Prisoners of the Ghostland                      |                                               | Sion Sono                                              | MyCanal            |                                                                             |
| A Brixton Tale                                  |                                               | Darragh Carey et Bertrand Desrochers                   |                    |                                                                             |
| Clairevoyant                                    |                                               | Arthur De Larroche et Micaela Wittman                  |                    |                                                                             |
| Between Waves                                   |                                               | Virginia Abramovich                                    |                    |                                                                             |
| Hudson                                          |                                               | Sean Daniel Cunningham                                 |                    |                                                                             |
| Tethered                                        |                                               | Gregg Furuoka                                          |                    |                                                                             |
| Violation                                       |                                               | Madeleine Sims-Fewer et Dusty Mancinelli               |                    |                                                                             |
| L'Intrusion                                     | Intrusion                                     | Adam Salky                                             | Netflix            |                                                                             |
| Cher Evan Hansen                                | Dear Evan Hansen                              | Stephen Chbosky                                        | Salle de cinéma    |                                                                             |
| Birds of Paradise                               |                                               | Sarah Adina Smith                                      | Prime Video        |                                                                             |
| The Many Saints of Newark                       |                                               | Alan Taylor                                            | Salle de cinéma    | Alessandro Nivola, Michael Gandolfini                                       |
| Apache Junction                                 |                                               | Justin Lee                                             |                    |                                                                             |
| Through the Glass Darkly                        |                                               | Lauren Fash                                            |                    |                                                                             |
| Venus as a Boy                                  |                                               | Ty Hodges                                              |                    |                                                                             |
| Aileen Wuornos: American Boogeywoman            |                                               | Daniel Farrands                                        |                    |                                                                             |
| The Guilty                                      |                                               | Antoine Fuqua                                          | Netflix            |                                                                             |
| Personne ne sort d'ici vivant                   | No One Gets Out Alive                         | Santiago Menghini                                      | Netflix            |                                                                             |
| Mourir peut attendre                            | No Time To Die                                | Cary Joji Fukunaga                                     | Salle de cinéma    |                                                                             |
| La Famille Addams 2 : Une virée d'enfer         | The Addams Family 2                           | Greg Tiernan et Conrad Vernon                          | Salle de cinéma    |                                                                             |
| Falling for Figaro                              |                                               | Ben Lewin                                              |                    |                                                                             |
| Old Henry                                       |                                               | Potsy Ponciroli                                        | Universciné        | Tim Blake Nelson                                                            |
| The Survivalist                                 |                                               | Jon Keeyes                                             | MyCanal            |                                                                             |
| L'Enfer sous Terre                              | The War Below                                 | J.P. Watts                                             | DVD                |                                                                             |
| Witch Hunt                                      |                                               | Elle Callahan                                          |                    |                                                                             |
| Mayday                                          |                                               | Karen Cinorre                                          |                    |                                                                             |
| Queenpins                                       |                                               | Aron Gaudet et Gita Pullapilly                         | Prime Video        |                                                                             |
| Black as Night                                  |                                               | Maritte Lee Go                                         | Prime Video        |                                                                             |
| American Night                                  |                                               | Alessio Della Valle                                    |                    |                                                                             |
| Percy                                           |                                               | Clark Johnson                                          | UniversCiné        |                                                                             |
| After Love                                      |                                               | Aleem Khan                                             | Salle de cinéma    | Joanna Scanlan, Talid Ariss                                                 |
| Fried Barry                                     |                                               | Ryan Kruger                                            |                    |                                                                             |
| The Show                                        |                                               | Mitch Jenkins                                          |                    |                                                                             |
| American Insurrection                           |                                               | William Sullivan                                       |                    |                                                                             |
| Mass                                            |                                               | Fran Kranz                                             |                    | Martha Plimpton, Ann Dowd, Jason Isaacs, Reed Birney                        |
| South of Heaven                                 |                                               | Aharon Keshales                                        |                    |                                                                             |
| Lawrence : After Arabia                         |                                               | Mark J. T. Griffin                                     |                    |                                                                             |
| Survive the Game                                |                                               | James Cullen Bressack                                  |                    |                                                                             |
| Killer Game                                     | There's Someone Inside Your House             | Patrick Brice                                          | Netflix            |                                                                             |
| Vengeance is Mine                               |                                               | Hadi Hajaig                                            |                    |                                                                             |
| Hard Luck Love Song                             |                                               | Justin Corsbie                                         |                    |                                                                             |
| Le Dernier Duel                                 | The Last Duel                                 | Ridley Scott                                           | Salle de cinéma    | Jodie Comer, Adam Driver                                                    |
| Shithouse                                       |                                               | Cooper Raiff                                           |                    |                                                                             |
| The Blazing World                               |                                               | Carlson Young                                          |                    |                                                                             |
| The Grand Duke of Corsica                       | The Obscure life of the Grand Duke of Corsica | Daniel Graham                                          |                    |                                                                             |
| Halloween Kills                                 |                                               | David Gordon Green                                     | Salle de cinéma    |                                                                             |
| Needle in a Timestack                           |                                               | John Ridley                                            | UniversCiné        |                                                                             |
| The Drover's Wife : The Legend of Molly Johnson | The Drover's Wife                             | Leah Purcell                                           |                    |                                                                             |
| The Old Ways                                    |                                               | Christopher Alender                                    | Netflix            |                                                                             |
| Injustice                                       |                                               | Matt Peters                                            | DVD                |                                                                             |
| The Lockdown Hauntings                          |                                               | Howard J. Ford                                         |                    |                                                                             |
| Last Man Down                                   |                                               | Fansu Njie                                             |                    |                                                                             |
| Runt                                            |                                               | William Coakley                                        |                    |                                                                             |
| Night Teeth                                     |                                               | Adam Randall                                           | Netflix            |                                                                             |
| The French Dispatch                             |                                               | Wes Anderson                                           | Salle de cinéma    |                                                                             |
| Ron débloque                                    | Ron's Gone Wrong                              | Sarah Smith et Jean-Philippe Vine                      | Salle de cinéma    |                                                                             |
| La Vie extraordinaire de Louis Wain             | The Electrical Life of Louis Wain             | Will Sharpe                                            | MyCanal            |                                                                             |
| The Estate                                      |                                               | James Kapner                                           |                    |                                                                             |
| Minyan                                          |                                               | Eric Steel                                             |                    |                                                                             |
| Warning                                         |                                               | Agata Alexander                                        |                    |                                                                             |
| The Harder They Fall                            |                                               | Jeymes Samuel                                          | Netflix            |                                                                             |
| Broadcast Signal Intrusion                      |                                               | Jacob Gentry                                           | Shadowz            |                                                                             |
| The Football Monologues                         |                                               | Greg Cruttwell                                         |                    |                                                                             |
| Clair-obscur                                    | Passing                                       | Rebecca Hall                                           | Netflix            | Tessa Thompson, Ruth Negga                                                  |
| Hypnotique                                      | Hypnotic                                      | Matt Angel et Suzanne Coote                            | Netflix            |                                                                             |
| The Souvenir : Part II                          |                                               | Joanna Hogg                                            | Salle de cinéma    |                                                                             |
| Violet                                          |                                               | Justine Bateman                                        |                    |                                                                             |
| The Spine of Night                              |                                               | Philip Gelatt et Morgan Galen King                     |                    |                                                                             |
| A Mouthful of Air                               |                                               | Amy Koppelman                                          | Universciné        |                                                                             |
| Heart of Champions                              |                                               | Michael Mailer                                         |                    |                                                                             |
| Army of Thieves                                 |                                               | Matthias Schweighöfer                                  | Netflix            |                                                                             |
| 13 Minutes                                      |                                               | Lindsay Gossling                                       |                    |                                                                             |
| Last Night in Soho                              |                                               | Edgar Wright                                           | Salle de cinéma    | Thomasin McKenzie, Anya Taylor-Joy, Michael Ajao                            |
| Les Éternels                                    | Eternals                                      | Chloé Zhao                                             | Salle de cinéma    |                                                                             |
| Affamés                                         | Antlers                                       | Scott Cooper                                           | Salle de cinéma    | Keri Russell, Jeremy T. Thomas                                              |
| Women Is Losers                                 |                                               | Lissette Feliciano                                     |                    |                                                                             |
| Red Notice                                      |                                               | Rawson Marshall Thurber                                | Netflix            |                                                                             |
| One Shot                                        |                                               | James Nunn                                             |                    |                                                                             |
| Mark, Mary & some other people                  |                                               | Hannah Marks                                           |                    |                                                                             |
| The Flood                                       |                                               | Victoria Wharfe McIntyre                               |                    |                                                                             |
| Bull                                            |                                               | Paul Andrew Williams                                   | Universciné        |                                                                             |
| Spencer                                         |                                               | Pablo Larraín                                          | Prime Video        | Kristen Stewart                                                             |
| Ida Red                                         |                                               | John Swab                                              |                    |                                                                             |
| Finch                                           |                                               | Miguel Sapochnik                                       | Apple TV+          |                                                                             |
| Our Ladies                                      |                                               | Michael Caton-Jones                                    | Netflix            |                                                                             |
| My Fiona                                        |                                               | Kelly Walker                                           |                    |                                                                             |
| Double Walker                                   |                                               | Colin West                                             |                    |                                                                             |
| Apex                                            |                                               | Edward Drake                                           | PremiereMax        |                                                                             |
| Lair                                            |                                               | Adam Ethan Crow                                        |                    |                                                                             |
| Hideout                                         |                                               | Kris Roselli                                           |                    |                                                                             |
| Mothering Sunday                                |                                               | Eva Husson                                             |                    | Odessa Young, Josh O'Connor                                                 |
| Friends and Strangers                           |                                               | James Vaughan                                          | MUBI               |                                                                             |
| Belfast                                         |                                               | Kenneth Branagh                                        | Salles             | Jude Hill, Caitriona Balfe                                                  |
| Clifford                                        | Clifford the Big Red Dog                      | Walt Becker                                            | Salles             |                                                                             |
| Tick, Tick... Boom!                             |                                               | Lin-Manuel Miranda                                     | Netflix            | Andrew Garfield, Robin de Jesús (en)                                        |
| Motherly                                        |                                               | Craig David Wallace                                    |                    |                                                                             |
| Never Back Down : Revolt                        |                                               | Kellie Madison                                         |                    |                                                                             |
| Black Friday!                                   | Black Friday                                  | Casey Tebo                                             |                    |                                                                             |
| The Chef                                        | Boiling Point                                 | Philip Barantini                                       | Salles             | Stephen Graham, Vinette Robinson                                            |
| Nos âmes d'enfants                              | C'mon C'mon                                   | Mike Mills                                             | Salles             | Joaquin Phoenix, Woody Norman                                               |
| The Beast                                       |                                               | Lee Haven Jones                                        |                    |                                                                             |
| She Paradise                                    |                                               | Maya Cozier                                            |                    |                                                                             |
| Zeros and Ones                                  |                                               | Abel Ferrara                                           |                    |                                                                             |
| SOS Fantômes : L'Héritage                       | Ghostbusters Afterlife                        | Jason Reitman                                          | Salles             |                                                                             |
| La Méthode Williams                             | King Richard                                  | Reinaldo Marcus Green                                  | Salles             | Aunjanue Ellis, Saniyya Sidney, Demi Singleton                              |
| Jagged                                          |                                               | Alison Klayman                                         |                    |                                                                             |
| A House on the Bayou                            |                                               | Alex McAulay                                           | Universciné        |                                                                             |
| The Power of the Dog                            |                                               | Jane Campion                                           | Netflix            | Benedict Cumberbatch, Kodi Smit-McPhee, Kirsten Dunst                       |
| La Princesse de Chicago: En quête de l'étoile   | The Princess Switch 3 : Romancing the Star    | Mike Rohl                                              | Netflix            |                                                                             |
| Procession : l'espoir au bout du chemin         | Procession                                    | Robert Greene                                          | Netflix            |                                                                             |
| The Real Charlie Chaplin                        |                                               | Peter Middleton et James Spinney                       |                    |                                                                             |
| Imperceptible                                   | Sightless                                     | Cooper Karl                                            | Netflix            |                                                                             |
| La Colonie                                      | Tides                                         | Tim Fehlbaum                                           | Viva               |                                                                             |
| A quel prix?                                    | Worth                                         | Sara Colangelo                                         | Netflix            |                                                                             |
| The Witcher : Le Cauchemar du loup              | The Witcher: Nightmare of the Wolf            | Beau DeMayo                                            | Netflix            |                                                                             |
| Zack Snyder's Justice League                    |                                               | Zack Snyder                                            | Viva               |                                                                             |
| Shadow in the Cloud                             |                                               | Roseanne Liang                                         | Viva               |                                                                             |
| Edge of the World                               |                                               | Michael Haussman                                       | MyCanal            |                                                                             |
| Encanto : La Fantastique Famille Madrigal       | Encanto                                       | Byron Howard, Jared Bush et Charise Castro Smith       | Salles             |                                                                             |
| For the Love of Money                           |                                               | Leslie Small                                           |                    |                                                                             |
| A Holiday Chance                                |                                               | Jamal Hill                                             |                    |                                                                             |
| House of Gucci                                  |                                               | Ridley Scott                                           | Salles             |                                                                             |
| The Humans                                      |                                               | Stephen Karam                                          | MUBI               |                                                                             |
| Resident Evil : Bienvenue à Raccoon City        | Resident Evil: Welcome to Raccoon City        | Johannes Roberts                                       | Salles             |                                                                             |
| The Shuroo Process                              |                                               | Emrhys Cooper                                          |                    |                                                                             |
| Impardonnable                                   | The Unforgivable                              | Nora Fingscheidt                                       | Netflix            |                                                                             |
| Licorice Pizza                                  |                                               | Paul Thomas Anderson                                   | Salles             | Alana Haim, Cooper Hoffman                                                  |
| Meurtrie                                        | Bruised                                       | Halle Berry                                            | Netflix            |                                                                             |
| Un garçon nommé Noël                            | A Boy called Christmas                        | Gil Kenan                                              | MyCanal            |                                                                             |
| National Champions                              |                                               | Ric Roman Waugh                                        |                    |                                                                             |
| Pirates                                         |                                               | Reggie Yates                                           |                    |                                                                             |
| Lapwing                                         |                                               | Philip Stevens                                         |                    |                                                                             |
| Till Death                                      |                                               | S. K. Dale                                             | DVD                |                                                                             |
| A Week Away                                     |                                               | Roman White                                            | Netflix            |                                                                             |
| 2067                                            |                                               | Seth Larney                                            | DVD                |                                                                             |
| Dangerous                                       |                                               | David Hackl                                            |                    |                                                                             |
| God's not dead : We The People                  |                                               | Vance Null                                             |                    |                                                                             |
| Il est trop bien                                | He's all that                                 | Mark Waters                                            | Netflix            |                                                                             |
| Lair                                            |                                               | Adam Ethan Crow                                        |                    |                                                                             |
| Adrienne                                        |                                               | Andy Ostroy                                            |                    |                                                                             |
| Wolf                                            |                                               | Nathalie Biancheri                                     | Universciné        | George MacKay                                                               |
| Deadlock                                        |                                               | Jared Cohn                                             |                    |                                                                             |
| La Cassette                                     | Mixtape                                       | Valerie Weiss                                          | Netflix            |                                                                             |
| Le Journal d'un dégonflé                        | Diary of a Wimpy Kid                          | Swinton O. Scott III                                   | Disney+            |                                                                             |
| Encounter                                       |                                               | Michael Pearce                                         | Prime Video        | Riz Ahmed, Lucian-River Chauhan                                             |
| Red Rocket                                      |                                               | Sean S. Baker                                          | Salles             | Simon Rex                                                                   |
| Love, Weddings and other disasters              |                                               | Dennis Dugan                                           |                    |                                                                             |
| Castle Falls                                    |                                               | Dolph Lundgren                                         |                    |                                                                             |
| Twas the night                                  |                                               | Chris Rodriguez et Grant Rosado                        |                    |                                                                             |
| Boxing Day                                      |                                               | Aml Ameen                                              |                    |                                                                             |
| Wired Shut                                      |                                               | Alexander Sharp                                        |                    |                                                                             |
| Retour au bercail                               | Back to the Outback                           | Harry Cripps et Clare Knight                           | Netflix            |                                                                             |
| Que souffle la romance                          | Single All the Way                            | Michael Mayer                                          | Netflix            |                                                                             |
| Death of a telemarketer                         |                                               | Khaled Ridgeway                                        | Universciné        |                                                                             |
| The Scary of Sixty First                        |                                               | Dasha Nekrasova                                        |                    |                                                                             |
| Slam                                            |                                               | Partho Sen-Gupta                                       | Salles             |                                                                             |
| Death Valley                                    |                                               | Matthew Ninaber                                        |                    |                                                                             |
| The Last Son                                    |                                               | Tim Sutton                                             | MyCanal            |                                                                             |
| Don't Look Up : Déni cosmique                   | Don't Look Up                                 | Adam McKay                                             | Netflix            |                                                                             |
| The Hating Game                                 |                                               | Peter Hutchings                                        |                    |                                                                             |
| Agnes                                           |                                               | Mickey Reece                                           |                    |                                                                             |
| Being the Ricardos                              |                                               | Aaron Sorkin                                           | Prime Video        |                                                                             |
| West Side Story                                 |                                               | Steven Spielberg                                       | Salles             | Ansel Elgort, Rachel Zegler, Ariana DeBose, Mike Faist                      |
| Are You Happy Now                               |                                               | David Beinstein                                        |                    |                                                                             |
| Fatal Distraction                               |                                               | Susan Morgan Cooper                                    |                    |                                                                             |
| The Handler                                     |                                               | Michael Matteo Rossi                                   |                    |                                                                             |
| The Reenactment                                 |                                               | Andrew Ford                                            |                    |                                                                             |
| The Scrapper                                    |                                               | Bari Kang                                              |                    |                                                                             |
| American Sicario                                |                                               | R.J. Collins                                           |                    |                                                                             |
| The Only One                                    |                                               | Noah Gilbert                                           |                    |                                                                             |
| New Year                                        |                                               | Nathan Sutton                                          |                    |                                                                             |
| Steve - Bête de combat                          | Rumble                                        | Hamish Grieve                                          | Salles             |                                                                             |
| Spider-Man: No Way Home                         |                                               | Jon Watts                                              | Salles             |                                                                             |
| Fortress                                        |                                               | James Cullen Bressack                                  |                    |                                                                             |
| Mother/Android                                  |                                               | Mattson Tomlin (en)                                    | Netflix            |                                                                             |
| Nightmare Alley                                 |                                               | Guillermo del Toro                                     | Salles             | Bradley Cooper, Cate Blanchett, Rooney Mara, Richard Jenkins, Toni Collette |
| The Novice                                      |                                               | Lauren Hadaway                                         | Salles             | Isabelle Fuhrman                                                            |
| Swan Song                                       |                                               | Benjamin Cleary                                        | AppleTV+           | Mahershala Ali                                                              |
| The Tender Bar                                  |                                               | George Clooney                                         | Prime Video        |                                                                             |
| Wild Game                                       |                                               | Brock Harris                                           |                    |                                                                             |
| Dead Asleep                                     |                                               | Skye Borgman                                           |                    |                                                                             |
| The Lost Daughter                               |                                               | Maggie Gyllenhaal                                      | Netflix            | Olivia Colman                                                               |
| Bruno                                           |                                               | Karl Golden                                            |                    |                                                                             |
| The Beta Test                                   |                                               | Jim Cummings                                           | Salles             | Jim Cummings                                                                |
| Matrix Resurrections                            | The Matrix Resurrections                      | Lana Wachowski                                         | Salles             |                                                                             |
| The King's Man : Première Mission               | The King's Man                                | Matthew Vaughn                                         | Salles             |                                                                             |
| Tous en scène 2                                 | Sing 2                                        | Garth Jennings                                         | Salles             |                                                                             |
| A Journal for Jordan                            |                                               | Denzel Washington                                      | Universciné        |                                                                             |
| American Underdog                               |                                               | Andrew et Jon Erwin                                    |                    |                                                                             |
| The Tragedy of MacBeth                          |                                               | Joel Coen                                              | Apple TV +         | Denzel Washington, Frances McDormand, Kathryn Hunter                        |
| Sensation                                       |                                               | Martin Grof                                            |                    |                                                                             |
| Jockey                                          |                                               | Clint Bentley                                          | Universciné        | Clifton Collins Jr.                                                         |
| Cyrano                                          |                                               | Joe Wright                                             | Salles             | Peter Dinklage                                                              |